# Santinezia magna
Santinezia magna is een hooiwagen uit de familie Cranaidae.